# Холокост в Латвии
Холоко́ст в Ла́твии (латыш. Holokausts Latvijā) — систематическое преследование и истребление немецкими нацистами и местными коллаборационистами еврейского населения во время оккупации Латвии Германией (1941—1945 годы), часть общей политики нацистов и их союзников по уничтожению евреев.
Всего в Латвии погибло около 70 тысяч латвийских евреев и 20 тысяч евреев, привезённых из других стран. Историки считают, что Холокост пережили от 300 до 1000 латвийских евреев, помимо тех, кто находился в Советской армии или в эвакуации в других регионах СССР. Из живших до войны в Латвии евреев было убито 89,5 %.

## Евреи в довоенной Латвии
Согласно предвоенной переписи населения, в 1935 году в Латвии проживало 93 479 евреев, в том числе 43 672 — в Риге. Существовали еврейские партии, культурные, религиозные, медицинские, образовательные и другие национальные организации. Выпускались печатные издания на языках идиш и иврит, евреи избирались в латвийский парламент — Сейм. Членом правительства Латвийской Республики был известный еврейский общественный деятель и учёный-правовед Пауль Минц.
Однако после государственного переворота, совершенного 15 мая 1934 года культурная автономия национальных меньшинств в Латвии была существенно ограничена, были ликвидированы школьный департамент и школьные управы для национальных меньшинств под эгидой Министерства образования Латвии. Государство принудительно закрывало школы нацменьшинств и переводило обучение на латышский.
Была введена цензура, закрыты 54 газеты и 18 журналов, в том числе на языках нацменьшинств, общественные организации, самоуправления перешли на латышский язык в общении с жителями. Были национализированы и переданы в ведение Латвийского кредитного банка ряд немецких и еврейских банков, льняная мануфактура в Елгаве, текстильная фабрика Buffalo в Риге. Из рук евреев были отняты и переданы государству торговля горючим и мукой. Для импорта товаров были введены лицензии, которые выдавались в первую очередь латышским торговцам, а евреи могли приобрести их только через вторые или третьи руки по завышенной цене. Еврейские врачи потеряли места в здравоохранении. Президент Улманис недолюбливал интеллигенцию, считая себя простым крестьянином, однако он не предпринимал мер против антисемитизма в этой среде, зато прямо поддерживал рост националистических настроений среди молодёжи на селе
В 1940 году после включения Латвии в состав СССР еврейские организации не были воссозданы. Советские власти негативно относились к языку иврит и любым проявлениям религиозных традиций. Евреи понесли также существенные экономические потери — частные предприятия были национализированы.
14 июня 1941 года власти осуществили масштабные репрессии, выслав в отдалённые районы СССР в основном в так называемые исправительно-трудовые лагеря и на «спецпоселение» по разным данным от 14 428 до 14 476 человек, в том числе было около 12-13 % евреев. На 1771 репрессированного еврея имеются персональные архивные документы. Высланы были члены сионистских и других некоммунистических организаций, религиозные деятели и предприниматели. Около половины заключённых в лагерях умерли от голода, болезней и непосильных работ. Выжившие были спасены от последующего уничтожения немецкими оккупантами и их пособниками. Иногда в источниках встречается ошибочная оценочная цифра в 5000 депортированных евреев, однако и без преувеличений, по достоверным архивным данным, евреи были относительно наиболее пострадавшей от депортаций этнической группой, учитывая, что их доля в населении Латвии была всего от 1,93 до 4,8 %.
В канун и перед началом Второй мировой войны в Латвии стали появляться еврейские беженцы из Германии и Австрии, которые через латвийские порты следовали в США и другие страны. Была информация о Хрустальной ночи в Германии. Однако информация и свидетельства этих людей не воспринимались всерьёз. Некоторые вспоминали, что пережили германскую оккупацию во время Первой мировой войны и переживут ещё одну. Известный хирург Владимир Минц, вернувшийся в Латвию из Советской России в 1920 году, возмущался: «Советы отняли у меня дом и машину, чего я могу ждать от них, если эвакуируюсь в СССР?» Схожую точку зрения выражал директор «Еврейского банка» в Елгаве Якобсон, который на рыночной площади призывал беженцев, устремившихся на конных повозках в сторону российской границы, одуматься и остаться дома. Латыши расстреляли его одним из первых.

## Во время войны

### Оккупация
На момент нападения Германии на СССР в Латвии проживало свыше 90 тысяч евреев. После нападения Германии на СССР 22 июня 1941 года и отступления Красной армии тысячи еврейских беженцев устремились на восток. Однако около 5 тысяч из них погибли в ходе военных действий и около 15-16 тысяч сумели добраться до неоккупированных территорий СССР. Остальные евреи Латвии остались под немецкой оккупацией и почти все погибли: из 80 тысяч человек уцелело около тысячи.
Организованно эвакуировались лишь небольшая часть евреев, поскольку транспорт предоставлялся только для выезда коммунистического, комсомольского и государственного руководства. Остальные уходили стихийно, своими силами. Существует ряд свидетельств, что советские пограничники блокировали беженцев из Латвии на старой советско-латвийской границе до 3 июля, поскольку после присоединения Латвии к СССР граница между ними продолжала существовать.
Рига была оккупирована 1 июля, а вся территория Латвии — к 8 июля 1941 года. На территории Латвии оккупационные власти создали генеральный комиссариат «Латвия» в составе рейхскомиссариата «Остланд». Штаб-квартира главы «Остланда» Генриха Лозе находилась в Риге. Генеральный комиссариат возглавил Отто-Генрих Дрехслер. Комиссариат разделялся на 6 округов во главе с гебитскомиссарами. Главой полиции безопасности и СД генерального комиссариата «Латвия» в августе 1941 года был назначен оберфюрер СС Вальтер Шрёдер С осени 1941 года массовыми акциями уничтожения в регионе в целом и в Латвии, в частности, руководил оберфюрер СС и обергруппенфюрер полиции СС Фридрих Еккельн. Назначая Еккельна на работу в рейхскомиссариат «Остланд», Гиммлер отдал единственное прямое указание — уничтожить евреев в рижском гетто.
Хотя письмо Геринга Гейдриху о том, что необходимо «предпринять все организационные, практические и материальные меры для окончательного решения еврейского вопроса в германской зоне влияния в Европе» было датировано 31 июля 1941 года, айнзацгруппы для ликвидации еврейского населения и коммунистов стали создаваться уже в середине июня и даже ранее, ещё до нападения Германии на СССР. Уничтожение евреев в Прибалтике было возложено на Айнзатцгруппу А под командованием генерал-майора полиции и бригадефюрера СС Вальтера Шталекера. Айнзатцкоманда 2 действовала на территории Латвии, а её подразделения базировались в Лиепае, Риге, Шауляе. В конце 1941 года команда была реорганизована и разделена на территориальные команды полиции безопасности и СД генерального округа «Латвия».
Для осуществления ряда задач, включая уничтожение евреев, оккупанты создали полицейские и военные формирования из местных жителей, в частности вспомогательную полицию, полицейские батальоны и Латышский добровольческий легион СС. Все они подчинялись немецкой полиции безопасности и СД. Помимо этих официальных структур под контролем немецких спецслужб летом 1941 года действовали так называемые группы «самообороны» (латыш. Pašaizsardzības spēki), которые обычно возглавляли либо бывшие офицеры латвийской армии, либо руководители закрытой в июне 1940 года военизированной организации айзсаргов. В рамках генерального комиссариата было создано также марионеточное Латвийское самоуправление во главе с Оскарсом Данкерсом.

### Ход уничтожения

#### Погромы и массовые расстрелы 1941 года

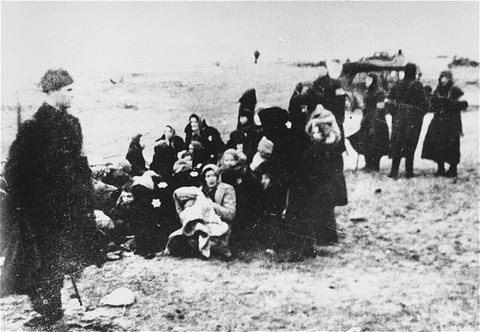
Солдаты 21-го латвийского полицейского батальона собирают на пляже вблизи Лиепаи группу евреев для казни, 15 декабря 1941 года

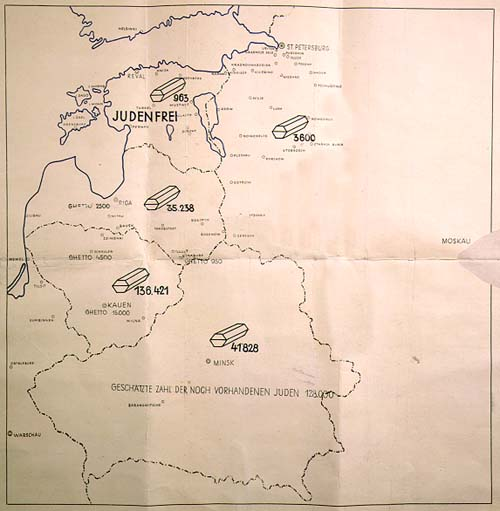
Немецкая карта-отчёт айнзатцгруппы А

Убийства латвийских евреев начались сразу после вступления на территорию Латвии немецкой армии: уже 23 июня в городке Гробиня членами подразделения (EK 1a) айнзатцгруппы A были убиты 6 евреев. Уничтожение еврейского населения продолжалось весь 1941 год и к началу 1942 года большинство латвийских евреев были убиты. В расстрелах также принимали активное участие латышские коллаборационисты.
Погромы, избиения и издевательства над евреями начались 1 июля, когда немецкая армия вступила в Ригу. Латышская пресса, особенно газета Tēvija, которая начала выходить в Риге в июле распространяла антисемитские настроения. По словам спасшегося из Рижского гетто Бернхарда Пресса «интеллектуальная элита, как и большинство латышского народа, полностью увлеклась уничтожением евреев и не только подгоняла кровопролитие, но и участвовала в нём».
Массовые убийства начались с погрома в Риге 4 июля 1941 года, когда коллаборационистами было уничтожено 20 синагог и убито, сожжено заживо около 2 тысяч евреев. Бывший министр иностранных дел Латвии Людвигс Сея (1885—1962) фиксирует в своём дневнике за 3 июля: «В ночь со 2 на 3 июля произошли аресты жидов. 3 июля арестованных заставили работать».
В первые дни оккупации в Риге проводились так называемые «ночные акции», когда группы вооружённых людей врывались в еврейские квартиры, грабили, уводили мужчин, которых чаще всего расстреливали в Бикерниекском лесу.
До 11 июля коллаборационисты из так называемой «самообороны» и просоединившиеся к ним убили около 7 тысяч евреев. 8 июля, когда вермахт оккупировал всю территорию Латвии, «самодеятельность» латышских вооружённых отрядов была прекращена, в дальнейшем они были расформированы, а желающие вступили во «вспомогательную полицию» (шуцманшафт) под контролем и руководством немецких властей. 12 июля Людвиг Сея отмечал в дневнике: «Уничтожение жидов происходит в больших количествах. Прошлой ночью расстреляно примерно 1000 жидов… Уничтожение жидов доверено „Перконкрустсу“. Латышский народ жидов не жалеет. Если бы не было немецких действий, думается, жиды бы легко отделались, потому что наши люди мягкосердечны».
С середины июля началось истребление евреев в провинции. Шталекер составил отчёт, в котором указал число евреев, убитых айнзатцгруппой с конца июня по 15 октября. В частности, в отчёте было указано, что местные коллаборационисты оказывают большую помощь в уничтожении евреев. В приложении № 8 к отчёту были приведены цифры, согласно которым за указанный период в Риге и её окрестностях, Елгаве, Лиепае, Валмиере и Даугавпилсе казнено 30 025 евреев, ещё 5500 уничтожено в ходе погромов. Эти данные выживший узник Рижского гетто Бернхард Пресс считает заниженными, а генерал Еккельн на суде в 1946 году показал, что точные данные о количестве убитых установить невозможно, так как помимо латвийских евреев, уничтожению были подвержены и беженцы из Литвы. «Много евреев было уничтожено ещё до того, как мы, немцы, переняли власть», — сообщил генерал.
Массовые расстрелы рижских евреев производились в июле-сентябре в Бикерниеках, 30 ноября и 8 декабря — в Румбуле. До конца 1941 года было убито около 62 тысяч евреев Латвии.
Бывший член «Перконкруста» Мартиньш Вагуланс из Елгавы сформировал сеть «латышских СД» с отделениями в Елгавском районе, в Бауске, Тукумсе, Екабпилсе. В его формирование входили бывшие айзсарги и полицейские. К концу июля 100 человек под его руководством убили 300 евреев, из них 100 в Елгаве. В начале августа команда Вагуланса расстреляла 1550 евреев Елгавы, после чего, в отличие от команды Арайса, подразделение было расформировано, а его члены были включены во вспомогательные полицейские формирования «Шуцманшафт».

#### Дискриминация и создание гетто

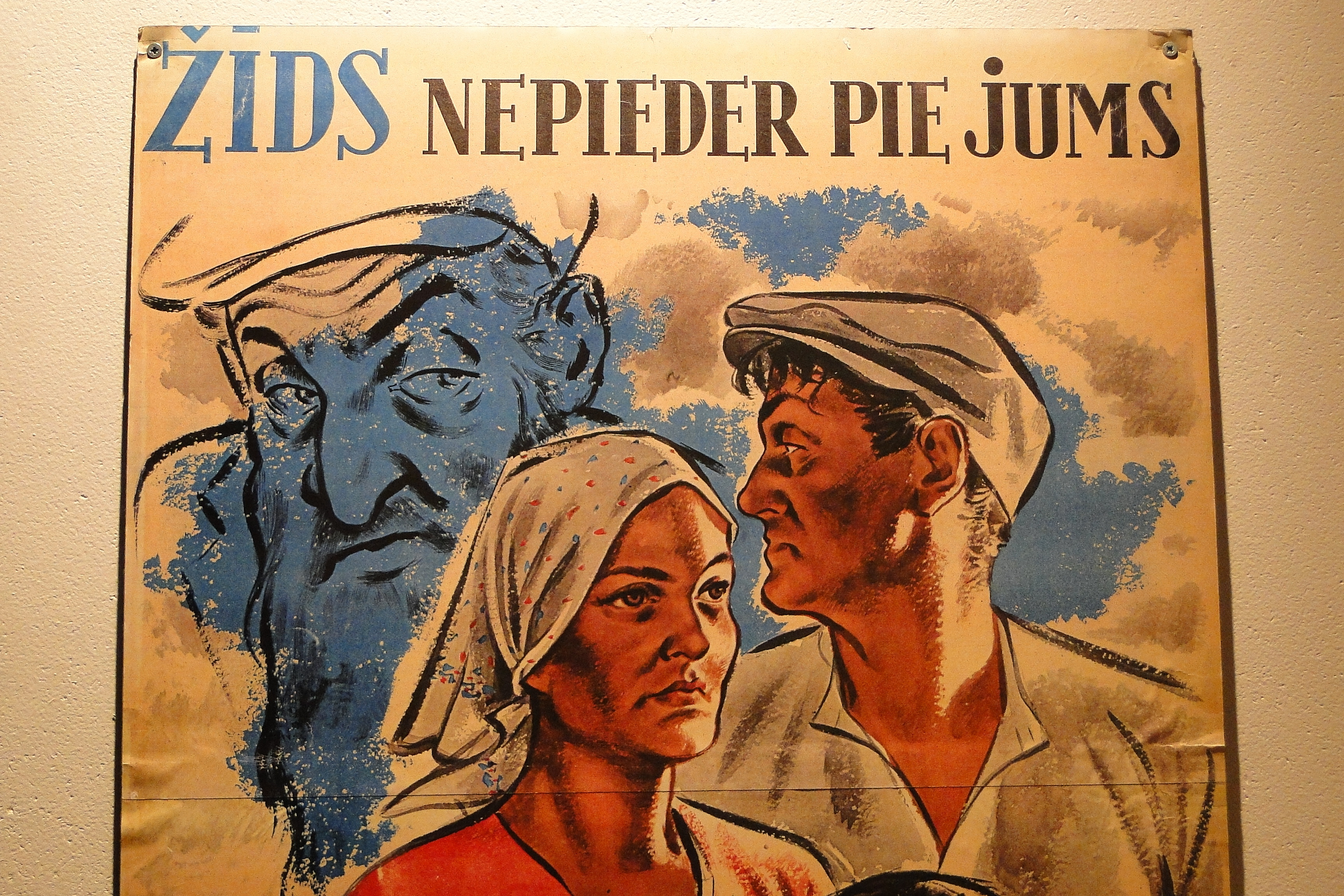
Немецкий агитационный плакат на латышском: «Еврей к вам не относится»

13 августа 1941 года немецкие власти выпустили так называемые «Временные правила по обращению с евреями». В них описывались меры отношению к евреям, среди которых выделяли чистокровных евреев и их потомков до четвёртой доли крови, а также лиц, принявших иудаизм или состоявших в официальном либо неофициальном браке с евреями. Согласно Правилам, евреи были обязаны носить на одежде шестиконечную жёлтую звезду, им запрещалось хождение по тротуарам, пользование любым транспортом, посещение общественных мест, спортивных и культурных мероприятий, ритуальный убой скота, хранение радиоприёмников и пишущих машинок.
26 июля было создано гетто в Даугавпилсе. 23 августа по приказу Генриха Лозе было создано Рижское гетто. К 25 октября, когда было закончено принудительное перемещение евреев Риги в пределы гетто, и ворота закрылись, в гетто находились 29602 человека. Первоначально было огорожено колючей проволокой, затем — шестиметровым забором. Юденрат возглавлял адвокат М. Эльяшев. 26 ноября территория была разделена на две части, в одной из которых содержали трудоспособных жителей, владеющих рабочими специальностями, без членов семей. Гетто было создано также в Лиепае.
К октябрю 1941 года в Латвии уцелело 40 тысяч евреев, которые в основном находились в трёх гетто: рижском, даугавпилсском и лиепайском.

### Уничтожение оставшихся и иностранных евреев
По приказу Фридриха Еккельна 30 ноября и 8 декабря 1941 года было уничтожено 24—25 тысяч узников рижского гетто. Непосредственно расстрелами занималось всего 12 человек, привезённых Еккельном из Украины. 15 и 16 декабря 21-й полицейский батальон уничтожил узников Лиепайского гетто — 2749 евреев.
В конце 1941 начале 1942 года в Латвию было депортировано около 20 тысяч евреев из Германии, Австрии, Чехии и других европейских стран. Большинство из них попало в Рижское гетто. Все они были уничтожены нацистами. Некоторые источники полагают, что иностранных евреев было значительно больше — до 50 тысяч.

### Основные места захоронений
Всего в Латвии (по данным Чрезвычайной комиссии по расследованию нацистских преступлений) количество жертв в обследованных местах захоронений оценивается в 300 тысяч человек. В том числе:
1. Бикерниекский лес 46 500
2. Румбульский лес 38 000
3. Дрейлинский лес 13 000
4. Ж.д. станция «Шкиротава» 450
5. Зиепниеккалнс 39 500
6. Православное кладбище 1500
7. Лютеранское кладбище 400
8. Кладбищенская ул. (Капу) 800
9. Бишу-Муйжа 4650
10. Канатная фабрика 13 900
11. Новое еврейское кладбище 14 500
12. Старое еврейское кладбище 6000
13. Панцырские казармы «Яталаг-350» 15 000
14. Саласпилсские лагеря 101 100
15. Православное кладбище, ул. Варну 500
16. Срочная тюрьма 3500
17. Местечко Баложи 1000
18. Шкедские дюны под Лиепаей 3681

### Нацистская пропаганда

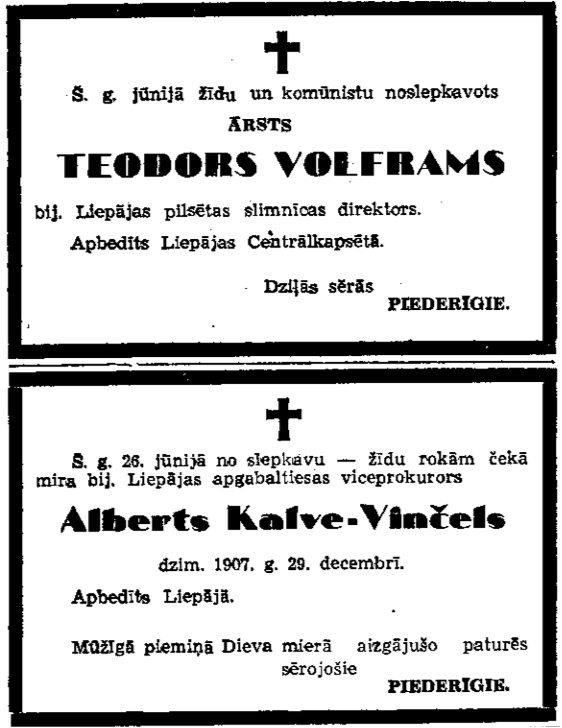
Траурные объявления в нацистской газете «Тевия», приписывающие убийства, совершённые НКВД, евреям

Важную роль в политике и практике нацистов сыграла антисемитская пропаганда. Сразу же после начала оккупации по личному указанию Йозефа Геббельса в Латвию прибыла группа специалистов по пропаганде. Она называлась Riga-Gruppe и занялась организацией Совета газетных издателей для цензуры всех гражданских изданий. Нацисты привлекли к участию в пропагандистской кампании ряд профессиональных журналистов и публицистов-любителей.
Первые шаги в пропаганде антисемитизма начались уже в предрассветные часы 22 июня 1941 года, когда радиостанция в Кёнигсберге начала передачи на латышском языке, хотя они и прямо не призывали к убийствам евреев.
Уже после оккупации большие усилия прилагались, чтобы гибель жертв коммунистов приписать евреям. С этой целью евреев заставляли раскапывать захоронения, таким образом связывая их с убийствами. В первые недели оккупации главными новостями в нацистских изданиях были фотографии, которые запечатлели победоносную немецкую армию и полусгнившие трупы с мест эксгумации.
Антиеврейские настроения нагнетались, когда о евреях отзывались, как o чекистах, и связывали их с коммунизмом. Доминирующей фразой в нацистской прессе Латвии являлось слово «жидобольшевизм» (латыш. žīdiskais boļševisms). С целью вызвать гнев населения к евреям, траурные объявления о жертвах советских репрессий сопровождались упоминаниями, что в их гибели виновны евреи. Использовались фразы наподобие (см. изображение) «..убит жидами и коммунистами».., «..в чека от рук убийц —жидов умер..». Тем не менее, число когда-либо названных конкретных фамилий евреев из аппарата НКВД (Латвийской ССР), не превышало шести, включая А. Новикса, латыша из Резекне.

### Роль коллаборационистов
Современные латышские историки считают, что сотрудничество жителей Латвии с немецкой оккупационной властью в большой степени было вызвано предшествующей советской оккупацией и надеждой на воссоздание независимой Латвии. При этом особое внимание историки уделяют периоду от момента отхода частей Красной Армии до момента оккупации немецкими войсками. Российский историк Хелена Сорочинская-Дупате отмечает, что нацистская пропаганда в Латвии началась в конце 1920-х годов. В укреплении этих идей отличились члены студенческих корпораций и молодое офицерство.
В частности, такой пропагандой занимался лидер Латвийской национал-социалистической партии адвокат Я.Штельмахер, издававший антисемитскую и антикоммунистическую газету «Национал-социалист», символом которой был голубой орёл со свастикой, а девизами — «Латыши всех классов, объединяйтесь!», «Суверенную власть государства — латышскому народу!». Эта газета регулярно переводила с немецкого национал-социалистическую литературу аналогичного содержания.
Свидетельница Холокоста в Латвии рассказывает, что уже 1 июля латышские националисты призывали сограждан начать борьбу против «внутреннего врага» — коммунистов и евреев. 2 июля Виктор Арайс начал создание своей зондеркоманды, куда принимались только местные и только добровольцы.
3 июля 1941 года команда Арайса получила приказ арестовать всех трудоспособных евреев-мужчин, которые были помещены в Рижскую центральную тюрьму, куда таким образом было свезено 6000 человек. Жён, которые пытались выяснить судьбу своих мужей, арестовывали. Женщины-латышки стали ходить по еврейским квартирам и предлагать помощь в том, чтобы связаться с заключёнными, передать им вещи, еду и деньги. Это оказалось чистым вымогательством, так как никакие контакты с заключёнными были невозможны.
В первые 3-4 недели оккупации немцы разрешили латышам действовать против евреев по своему усмотрению. Они отнимали имущество и ценности, выкидывали людей из квартир, занимая их вместе с обстановкой. Были сожжены заживо согнанные в дома религиозных служителей и в синагоги люди: такие акции прошли на улице Виляну, в Рижской хоральной синагоге на улице Гоголя, на улице Стабу.
Часть историков считает, что в это время существовал вакуум власти, во время которого латышские самозащитники «без присутствия и ведома немцев расстреливали евреев». Так, доктор Арон Шнеер из Института Яд ва-Шем утверждает, что «с первых дней оккупации начался грабёж, издевательства и убийства евреев местными жителями, в основном латышами». Другие полагают, что националисты с самого начала действовали под контролем немецких спецслужб и никакого безвластия не было. По мнению профессора И. Фелдманисa, вторая точка зрения получает всё большее распространение среди историков.
Особую роль в уничтожении евреев Латвии сыграли коллаборационисты из так называемой Команды Арайса, члены латышской радикально-националистической организации «Перконкрустс», а также многие бывшие полицейские, военнослужащие латвийской армии, айзсарги и члены студенческих корпораций.
По мнению историка А. Эзергайлиса, ключевую роль в вовлечении новых участников в расстрельные команды сыграла алчность. В послевоенных свидетельствах как самая распространённая причина присоединения называлась: «от друга услышал о работе». Никто не свидетельствовал, что делал это потому, что ненавидел евреев. С другой стороны, Эзергайлис приводит также цитаты ряда немецких чиновников, утверждавших, что коллаборационисты массово убивали евреев из ненависти к ним, но отмечает важный фактор немецкого влияния, отражённый прежде всего в докладах Шталекера. Израильский историк Даниэль Романовский писал, что почти все руководители райотделов коллаборационистской латышской полиции были вовлечены в убийство евреев.
Латвийские историки также отмечают, что существует тенденция связывать преступления Холокоста с Латышским легионом СС. Однако, как пишет тот же Фелдманис, легион был создан в 1943 году, через год после того, как почти все евреи в Латвии были уже уничтожены. И сам легион в геноциде не участвовал, хотя в его ряды вступили часть бойцов полицейских батальонов, ранее непосредственно задействованных в убийствех евреев.

### Помощь евреям
На территории Латвии к моменту освобождения её от нацистской оккупации выжило по разным данным от 300 до 1000 евреев. Большинство из них уцелело благодаря помощи других жителей Латвии. Израильский Институт Катастрофы и героизма Яд ва-Шем присвоил 138 жителям Латвии звание «праведника народов мира». Это неевреи, спасавшие евреев от нацистского геноцида с риском для себя и своих близких. Самым известным среди латвийских праведников является Жанис Липке, спасший вместе со своей женой Иоганной 56 евреев.
Из известных людей в спасении евреев участвовал актёр Янис Осис, который в своей квартире прятал учёного—медика В. Гольдберга, а также профессор архитектуры (во время оккупации он был деканом факультета архитектуры Латвийского университета) Артур Круминьш, семья которого в своей квартире в самом центре Риги с декабря 1941 года до октября 1944 укрывала евреев отца и сына Прессов. Прославившуюся в советское время писательницу Валентину Фреймане спас немецкий журналист Пауль Шиман.

## После войны
С 26 января 1946 года прошёл Рижский судебный процесс над рядом немецких военных и полицейских начальников, виновных в массовых убийствах мирного населения СССР. Семь бывших немецких генералов и офицеров: Фридрих Еккельн, Зигфрид Пауль Руфф, Албрехт Дижон фон Мотетон, Фридрих Вертер, Бруно Павель, Ганс Кюппель и Александр Беккинг были приговорены к смертной казни и публично повешены в Риге 3 февраля 1946 года.
Ещё один крупный процесс прошёл в Риге в 1961 году. Тогда перед судом предстали 9 служащих 18-го полицейского батальона, принимавших участие в массовых убийствах на территории Латвии, Белоруссии и Польши. Пятеро из них были приговорены к расстрелу.

## Исследования Холокоста
Первая статья о Холокосте в Латвии была написана латышской писательницей Анной Саксе в декабре 1944 года, ещё во время войны. Первый случай публикации в СССР исследования на эту тему — глава «Гитлеровский оккупационный режим в Латвии» в труде по истории Второй мировой войны — была написана историком Эдгаром Блюмфельдом в 1966 году (на русском вышла в 1970). Наконец, уже в 1980-е годы была опубликована книга американского историка латышского происхождения Андриевса Эзергайлиса.
Эзергайлис разоблачает миф о союзе евреев с большевиками как продукт нацистской пропаганды, которая стремилась представить жестокость советского режима как оправдание для участия латышей в Холокосте.
Реальные научные исследования этой проблемы начались в Латвии после 1998 года в Комиссии историков при Президенте Латвийской Республики. Членом комиссии является бывший узник рижского гетто Маргерс Вестерманис.
Ряд выживших в Латвии евреев написали мемуары о тех событиях. Наиболее известными из авторов таких мемуаров являются Макс Кауфман, Фрида Михельсон, Альтер Ритов, Эльмар Ривош, Элла Медалье и Меир Левенштейн. На немецком и английском языках вышли воспоминания бывшего узника Рижского гетто Бернхарда Пресса.

## В современной Латвии

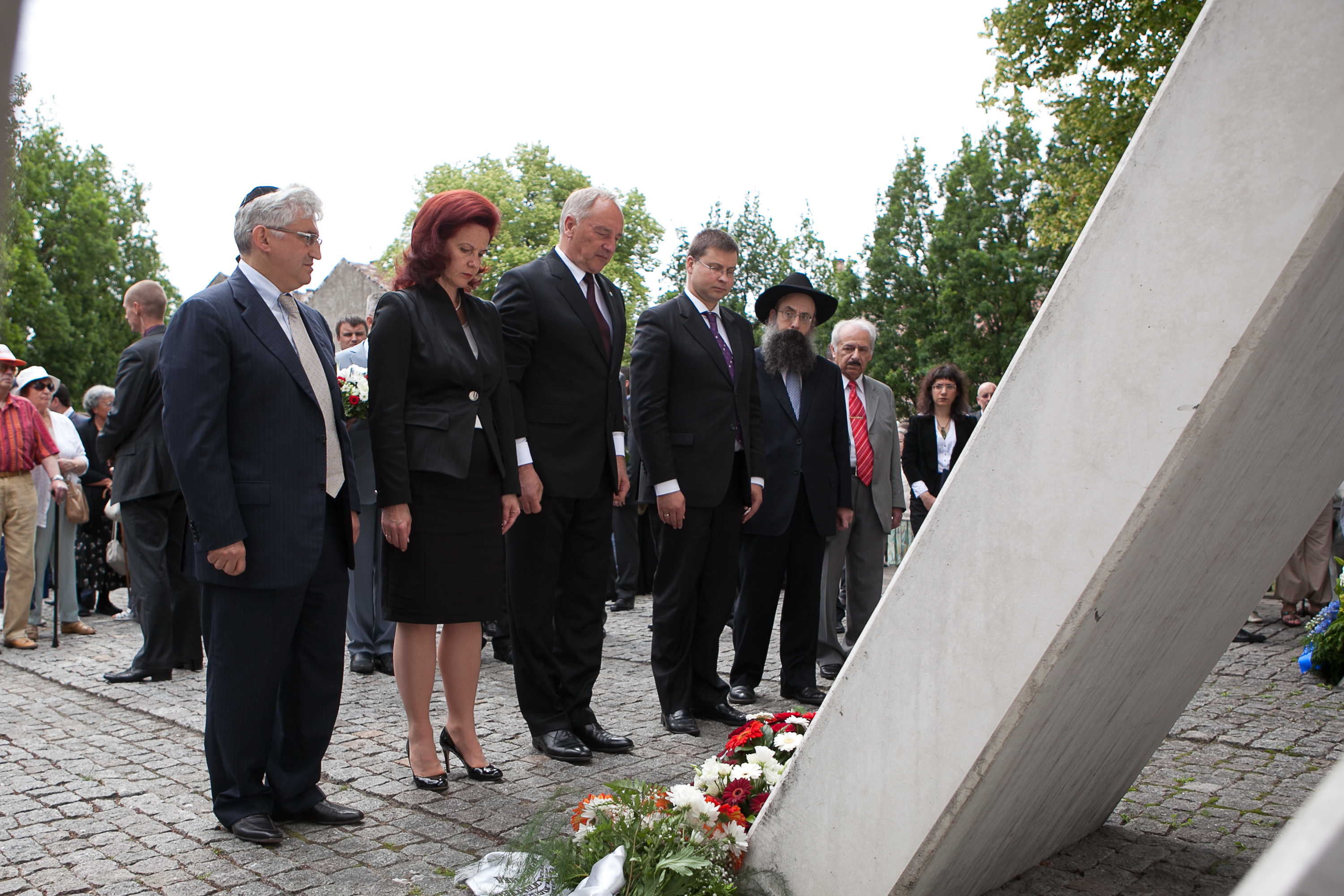
Высшие должностные лица Латвии и руководители латвийской еврейской общины на мероприятии, посвящённом памяти жертв геноцида еврейского народа

В отличие от других стран, отмечающих память жертв Холокоста 27 января, в Латвии «Днём памяти жертв геноцида еврейского народа» является 4 июля, поскольку в этот день в 1941 году в Латвии произошли массовые погромы. В этот день обычно приспускают государственные флаги, а президент страны принимает участие в траурных мероприятиях в местах массового уничтожения.
В 2004 году Латвия стала второй после Литвы из республик бывшего СССР, вступивших в члены Международной организации по сотрудничеству в увековечивании и изучении Холокоста (ITF).
В 2005 году Латвия принесла официальные извинения жертвам Холокоста. Выступая на мероприятии, посвящённом 60-летию освобождения Освенцима, министр иностранных дел Артис Пабрикс выразил сожаление в связи с тем, что «Латвия не смогла уберечь людей, которые погибли на этой земле во время Холокоста». В январе 2007 года Пабрикс поддержал резолюцию Генеральной Ассамблеи ООН об осуждении отрицания Холокоста. А при обсуждении вопроса об уголовных наказаниях за отрицание Холокоста и советской оккупации Пабрикс сказал, что отрицать Холокост может только дурак, но высказался против того, чтобы наказывать людей за их взгляды.
В современной Латвии рассматривается вопрос о возврате еврейской общине утраченного в годы войны имущества, принадлежащего на начало 2011 года государству и местным самоуправлениям, либо выплате денежных компенсаций за него.
Тем не менее, тема Холокоста остаётся одной из спорных и вызывающих дискуссии в современной Латвии. Главной проблемой национальной памяти в части Холокоста является участие латышей в геноциде евреев. Хотя в самом факте практически никто не сомневается, тем не менее, ведётся дискуссия по вопросам характера и масштаба вовлечения: было оно добровольным и спонтанным или латыши действовали под влиянием и руководством немцев, а также сколько латышей приняло в этом участие.

## Известные жертвы
- Семён Дубнов — историк;
- Владимир Минц — врач;
- Сара Рашина — музыкант;
- Израиль Мойша Килов — раввин.